# 이시에
이시에(石江)는 일본 아오모리현 아오모리시에 속한 지명이다. 이시에 1정목부터 이시에 5정목까지 설치되어 있다. 또한, 이시가에가 있다. 우편번호 038-0003.

## 교통

### 철도
- 동일본 여객철도
  - 도호쿠 신칸센
    - 신아오모리역

### 도로
- 국도 7호선

## 시설
- 아오모리현 시각장애인 정보센터
- 아오모리현 중앙아동상담소
- 아오모리현립 아사나로 요양복지센터
- 아오모리현립 아오모리 제일양호학교
- 아오모리 농업협동조합 아수나로 지점
- 아오모리 신도시 병원

1. ↑  青森市 (2018년 8월 2일). “人口・世帯数等（住民基本台帳）” (일본어). 青森市. 2020년 5월 8일에 원본 문서에서 보존된 문서. 2018년 8월 16일에 확인함. 다음 글자 무시됨: ‘和書’ (도움말)なお、人口は大字石江と石江一～五丁目を筆者が合算した値である。